# Camil Petrescu
Camil Petrescu (n. 9/21 aprilie 1894, București, România – d. 14 mai 1957, București, România) a fost un romancier, dramaturg, doctor în filozofie, nuvelist și poet. El pune capăt romanului tradițional și rămâne în literatura română, în special, ca inițiator al romanului modern.
Nicolae Manolescu scria că  „Întreaga poetică a romanului camil-petrescian exprimă renunțarea curajoasă la iluzia cunoașterii absolute a omului”. Membru titular al Academiei Române (din 1948).

## Biografie
S-a născut la București, în 9/21 aprilie 1894. Este fiul lui Camil Petrescu (mort la scurt timp după nașterea scriitorului) și al Anei Cheler. A fost crescut de o doică din familia subcomisarului de poliție Tudor Popescu, din mahalaua Moșilor. După gimnaziu, continuă studiile la Colegiul „Sfântul Sava” și la Liceul „Gheorghe Lazăr” din București. Rezultatele bune la învățătură îl transformă în bursier intern, iar din 1913 urmează cursurile Facultății de Filozofie și Litere de la Universitatea București. Își ia cu brio licența, cu calificativul „magna cum laude“, în fața unei comisii prezidată de profesorul de filosofie P.P. Negulescu. Devine mai apoi profesor de liceu la Timișoara. Își ia doctoratul în filosofie cu o teză despre teatru, intitulată „Modalitatea estetică a teatrului“. A publicat un studiu în lucrarea „Istoria filosofiei“, coordonată de Nicolae Bagdasar, legat de un câmp nou, fenomenologia în opera lui Husserl. 
Debutează în revista Facla (1914), cu articolul Femeile și fetele de azi, sub pseudonimul „Raul D”.
Între 1916 - 1918 participă ca ofițer la Primul Război Mondial, iar experiența trăită acum se regăsește în romanul Ultima noapte de dragoste, întâia noapte de război (1930). În 1916, a fost mobilizat și a plecat pe front, unde a fost rănit. După un stagiu într-un spital militar, ajunge iarăși în prima linie, dar cade prizonier la unguri. În timpul unui bombardament german își pierde auzul la o ureche, iar infirmitatea îl va marca întreaga viață, după cum își notează în Jurnal: „Surzenia m-a epuizat, m-a intoxicat, m-a neurastenizat. Trebuie să fac eforturi ucigătoare pentru lucruri pe care cei normali le fac firesc(…) Sunt exclus de la toate posibilitățile vieții. Ca să merg pe stradă trebuie să cheltuiesc un capital de energie și de atenție cu care alții pot ceti un volum. Aici unde totul se aranjează «în șoaptă» eu rămân vecinic absent“. Ambianța războiului va intra, de asemenea, în roman. În 1918 a fost eliberat din lagărul german și a revenit la București.
Încă din anul 1920 participă la ședințele cenaclului Sburătorul condus de Eugen Lovinescu, iar în revista omonimă publică primele poezii. Furtunosul gazetar de stânga, N. D. Cocea este modelul său spiritual. Acesta va fi prototipul viitorului său erou Gelu Ruscanu din drama Jocul ielelor și a eroului său, Ladima, din romanul Patul lui Procust.
Debutul editorial se petrece cu un volum de Versuri. Idee. Ciclul morții în 1923. În 1933 publică cel mai valoros roman al său și unul dintre romanele importante ale Modernismului european, Patul lui Procust. 
În 1939 este numit directorul Teatrului Național din București, unde va rezista doar 10 luni, iar din 1948 este ales membru titular al Academiei Române.
Moare la 14 mai 1957, la București. Astfel, masivul roman social închinat lui Nicolae Bălcescu Un om între oameni rămâne neterminat. Ion Negoițescu îi va caracteriza sec romanul, drept „o întreprindere jalnică” pe motiv că autorul îmbrățișase principiile realismului socialist și devenise unul dintre susținătorii noului regim comunist. O opinie diametral opusă asupra romanului Un om între oameni  aparține profesorului și criticului literar Șerban Cioculescu, exprimată în volumul Varietăți critice (1966): "Lucrare de vastă documentare și de pătrunzătoare reconstituire a momentului istoric, romanul [Un om  între oameni] este poate capodopera lui Camil Petrescu și una dintre culmile literaturii noastre epice”.

## Premii
- Premiul de Stat al Republicii Populare Române pentru lucrările de o deosebită valoare efectuate în anul 1949 în domeniul Literaturii, clasa II-a (8 martie 1951), „pentru piesa de teatru «Bălcescu»”[10]

## Distincții
- Ordinul Muncii clasa I (20 aprilie 1954) „cu prilejul împlinirii a 60 de ani de la naștere și pentru merite deosebite în domeniul creației literare”[11]

## Opera literară
Crezul literar al lui Camil Petrescu este exprimat în mod sugestiv în volumul de Versuri. Ideea. Ciclul morții, care are ca moto: Jocul ideilor e jocul ielelor:
Dar eu,

Eu am văzut idei...

(...)

Eu sunt dintre acei

Cu ochi halucinați și mistuiți lăuntric,

Cu sufletul mărit

Căci am văzut idei.

#### Concepte estetice
- Autenticitatea este esența noului în creația literară a lui Camil Petrescu, a cărui aspirație către autenticitate conferă originalitate poeziei, vitalitate teatrului și "momente autentice de simțire" în roman. Autenticitatea este ilustrarea realității prin propria conștiință, scriitorul însuși mărturisea: „Singura realitate pe care o pot povesti este realitatea conștiinței mele, conținutul meu psihologic“.
- Substanțialitatea (substanțialismul) este concepția conform căreia literatura trebuie să reflecte esența concretă a vieții: iubirea, gelozia, mândria rănită, orgoliul umilit, cunoașterea, dreptatea, adevărul, demnitatea, acele categorii morale absolute.
- Sincronizarea în concepția lui Camil Petrescu este armonizarea desăvârșită a literaturii cu filozofia și psihologia epocii, întrucât actul de creație este un act de cunoaștere, de descoperire și nu de invenție: „Nu putem cunoaște absolut nimic, decât răsfrângându-ne în noi înșine“.
- Luciditatea este trăsătura dominantă a personajelor lui Camil Petrescu, intelectuali analitici și introspectivi, hipersensibili, intransigenți și inflexibili moral. Luciditatea „nu omoară voluptatea reală, ci o sporește“.
- Narațiunea la persoana I folosește timpul subiectiv, care aduce în prezent gânduri, îndoieli, fapte trecute, totul fiind subordonat memoriei involuntare; romanul înseamnă, așadar, experiență interioară: „Să nu descriu decât ceea ce văd, ceea ce aud, ceea ce înregistrează simțurile mele, ceea ce gândesc eu, ... din mine însumi nu pot ieși (...), eu nu pot vorbi onest decât la persoana întâi“.
- Relativismul reiese din multitudinea punctelor de vedere în jurul aceluiași obiect, aceluiași concept, aceleiași norme morale.
- Anticalofilismul (împotriva scrisului frumos) este o adevărată bătălie estetică pe care o duce scriitorul care susține formula literară a jurnalului, a confesiunii, ce se notează precis, exact, „ca într-un proces verbal“.

#### Teme și motive
- Războiul - ca experiență de viață trăită, o experiență decisivă a intelectualului, războiul ca iminență a morții este tragic și absurd.

Reprezentant: Ultima noapte de dragoste, întâia noapte de război
- Introspecția psihologică se regăsește în majoritatea operelor sale, prin observarea vieții interioare, prin analiză psihologică a conștiinței personajelor.

Reprezentant: Patul lui Procust
- Intelectualul - cu dramele lui de conștiință - este prezent într-un cadru de existență obiectiv-socială, dominat de setea de absolut.
- Operele sunt structurate pe o pasiune sau un sentiment, ele fiind adevărate "monografii ale unor idei".

#### Personajele
- Născute din frământări, scepticism, tensiune intelectuală, etică umană, eroii lui Camil Petrescu sunt în căutare de certitudini pentru un sentiment puternic („singura existență reală e aceea a conștiinței“).
- Hipersensibile, amplificând semnificația unui gest, a unei priviri, a unui cuvânt până la proporțiile unei catastrofe.
- Inadaptate superior, intelectuali intransigenți într-o luptă continuă cu ordinea socială, afacerismul, politicianismul, mondenitatea (nefiind în nici un fel „geniul neînțeles“ eminescian).
- Intelectuali lucizi, ei trăiesc pe drama inflexibilității conștiinței, a pasiunii analizate cu luciditate: „Câtă luciditate atâta conștiință, câtă conștiință atâta pasiune și deci atâta dramă.“
- Sunt încătușați ai absolutului, spirite absolutizante, intelectuali ce trăiesc drame de conștiință, fiind însetați de absolut.
- Eroii lui Camil Petrescu sunt învinși de propriul lor ideal, trăiesc drama destinului tragic.
- Semnificația titlurilor reflectă starea interioară a personajelor, sugerând esența dramatică a conștiinței, a aspirației spre absolut.
- Autorul se identifică cu personajul principal (narațiunea la persoana I) și, deseori, replicile altor personaje exprimă concepția și opiniile lui Camil Petrescu.

#### Stilul anticalofil
- Formule estetice moderne, prin interesul pentru stările difuze ale eroilor, de exaltare a trăirilor sondare până în zonele cele mai adânci ale subconștientului.
- Desăvârșit echilibru și simetrie a compoziției.
- Maniera proustiană a fluxului memoriei, conștiința selecționând aceste fapte care vor duce la opțiunea finală.
- Monologul interior, ca mod de exprimare a trăirilor lăuntrice, de reflectare asupra existenței lui individuale (afectul și intelectul sunt într-o luptă permanentă).
- Limbajul este remarcabil prin imaginile intelectuale.
- Figurile de stil se rezumă la comparații și epitete, dar „fără ortografie, fără compoziție, fără stil și chiar fără caligrafie“.
- Scriitorul consideră scrisul ca pe un act de eliberare existențială, prin care spiritul se descoperă și se mărturisește: „Un roman de adâncire a sentimentelor metafizice se lucrează cu atenția și răbdarea unui covor de preț.“ (Camil Petrescu – Teze și antiteze).

### Studii
- Teze și antiteze (1936), eseuri
- Modalitatea estetică a teatrului  (1937), teza de doctorat
- Husserl – cu o introducere în filozofia fenomenologică, un capitol din Istoria filosofiei moderne (1938)
- Doctrina substanței 1940, editată integral postum în 1988, vol. I-II, Ed. Științifică și Enciclopedică,eseu filosofic.                Filozofia lui Camil Petrescu, dezvoltată în Doctrina substanței se revendică de la Husserl și Bergson[12]

### Romane
- Ultima noapte de dragoste, întâia noapte de război (1930)
- Patul lui Procust (1933)
- Un om între oameni (1953 - 1957, neterminat)

O caracterizare cuprinzătoare și sintetică a romancierului Camil Petrescu  este formulată de G. Călinescu în Istoria literaturii române. Compendiu  (1968): „Camil Petrescu este în roman un anticalofil, partizan al dicteului automat ... Bergsonian și proustian, înțelege să cultive fără stânjenire fluxul amintirilor și gidian, să respecte autenticul în jurnale în care pretinde a nu modifica nimic din cursul  amintirii ... .”                                                                                                                                

### Nuvele
- Turnul de fildeș (1950)
- Moartea pescărușului (1950)
- Mănușile (1950)
- Cei care plătesc cu viața (1950)
- Un episod... (1957)

### Poezie
- Versuri. Ideea. Ciclul morții (1923)
- Un luminiș pentru Kicsikem (1925)
- Transcendentalia (1931),
- Din versurile lui Ladima (1932)

### Dramaturgie
- Jocul ielelor (1918)
- Act venețian (1918-1946)
- Suflete tari (1921)
- Danton (1924-1925)
- Mioara (1926)
- Mitică Popescu (1925-1926)
- Dona Diana, comedie în gustul Renașterii în zece tablouri după Moreto (1938)
- Iată femeia pe care o iubesc (1943)
- Prof. dr. Omu vindecă de dragoste (1946)
- Bălcescu (1948)
- Caragiale în vremea lui (1955)

Despre dramaturgia lui Camil Petrescu, G. Călinescu (Op.cit., p.292) scrie: "Cea mai profundă operă [în dramaturgie] este Danton..." Despre personajul Danton, construit de Camil, G. Călinescu afirmă: "Danton e un burghez bonom, soț bun, politician ferm, fără șovăiri sentimentale, disprețuind formalismele și paperaseria, suflet suav în intimitate, tată de familie fără puritanism...".

### Însemnări
- Rapid Constantinopole – Bioram (1933), reportaje de călătorie
- Note zilnice (1975), postum, jurnal intim, editat de Mircea Zaciu.